# Papua Ny Guineas fodboldlandshold
Papua Ny Guineas fodboldlandshold repræsenterer Papua Ny Guinea i fodboldturneringer og kontrolleres af Papua Ny Guineas fodboldforbund.